# 海厄利亞市場站
海厄利亞市場站（英語：Hialeah Market Station）是三鐵路在海厄利亞的一座通勤鐵路站。此車站位於東南第10巷，近東南第14街。此車站在1989年1月9日啟用，當時名為海厄利亞市場邁阿密國際機場站（英語：Hialeah Market Miami International Airport station），2015年時，因為有更接近該機場的車站落成，車站名改成現名。此車站提供泊車服務，車站的北邊就是具歷史意義的海厄利亞海岸空中綫鐵路站。

## 可前往的目的地
- 海厄利亞海岸空中綫鐵路站（英语：Hialeah Seaboard Air Line Railway Station）

## 外部連結
- 维基共享资源上的相關多媒體資源：海厄利亞市場站
- South Florida Regional Transportation Authority – Hialeah Market station